# Epectaptera roseipennis
Epectaptera roseipennis är en fjärilsart som beskrevs av Rothschild. Epectaptera roseipennis ingår i släktet Epectaptera och familjen björnspinnare. Inga underarter finns listade i Catalogue of Life.